# Gummalapalli, Bagepalli
Gummalapalli là một làng thuộc tehsil Bagepalli, huyện Kolar, bang Karnataka, Ấn Độ.